# Internazionali di Tennis di San Marino 1999 - Qualificazioni singolare
Le qualificazioni del singolare  dell'Internazionali di Tennis di San Marino 1999 sono state un torneo di tennis preliminare per accedere alla fase finale della manifestazione. I vincitori dell'ultimo turno sono entrati di diritto nel tabellone principale. In caso di ritiro di uno o più giocatori aventi diritto a questi sono subentrati i lucky loser, ossia i giocatori che hanno perso nell'ultimo turno ma che avevano una classifica più alta rispetto agli altri partecipanti che avevano comunque perso nel turno finale.
Le qualificazioni del torneo Internazionali di Tennis di San Marino 1999 prevedevano 32 partecipanti di cui 4 sono entrati nel tabellone principale.

## Teste di serie
1. Juan Ignacio Chela (Qualificato)
2. Eduardo Medica (secondo turno)
3. Álex Calatrava (Qualificato)
4. Igor Gaudi (Qualificato)

1. Davide Scala (ultimo turno)
2. Kobi Ziv (secondo turno)
3. Massimo Valeri (primo turno)
4. Régis Lavergne (ultimo turno)

## Qualificati
1. Juan Ignacio Chela
2. Lovro Zovko

1. Álex Calatrava
2. Igor Gaudi

## Tabellone

### Legenda
| - Q = Qualificato - WC = Wild card - LL = Lucky loser | - ALT = Alternate - SE = Special Exempt - PR = Protected Ranking | - w/o = Walkover - r = Ritirato - d = Squalificato |

### Sezione 1
|  | Primo turno      | Primo turno        | Primo turno        | Primo turno | Primo turno |  |  | Secondo turno | Secondo turno      | Secondo turno      | Secondo turno  | Secondo turno |   |   | Ultimo turno | Ultimo turno       | Ultimo turno | Ultimo turno | Ultimo turno |  |
|  |                  |                    |                    |             |             |  |  |               |                    |                    |                |               |   |   |              |                    |              |              |              |  |
|  | 1                | Juan Ignacio Chela | Juan Ignacio Chela | 6           | 6           |  |  |               |                    |                    |                |               |   |   |              |                    |              |              |              |  |
|  |                  | Giuseppe Montenet  | Giuseppe Montenet  | 2           | 2           |  |  | 1             | Juan Ignacio Chela | Juan Ignacio Chela | 6              | 6             |   |   |              |                    |              |              |              |  |
|  | Nebojša Đorđević | Nebojša Đorđević   | 6                  | 3           | 6           |  |  |               | Nebojša Đorđević   | Nebojša Đorđević   | 2              | 3             |   |   |              |                    |              |              |              |  |
|  | Andrea Artioli   | Andrea Artioli     | 1                  | 6           | 3           |  |  |               |                    |                    |                |               |   |   | 1            | Juan Ignacio Chela | 2            | 6            | 6            |  |
|  | Mario Radić      | Mario Radić        | Mario Radić        | 6           | 6           |  |  |               |                    | 8                  | Régis Lavergne | 6             | 0 | 3 |              |                    |              |              |              |  |
|  | Arrigo Ghiselli  | Arrigo Ghiselli    | Arrigo Ghiselli    | 4           | 3           |  |  |               | Mario Radić        | Mario Radić        | 4              | 2             |   |   |              |                    |              |              |              |  |
|  | 8                | Régis Lavergne     | Régis Lavergne     | 6           | 6           |  |  | 8             | Régis Lavergne     | Régis Lavergne     | 6              | 6             |   |   |              |                    |              |              |              |  |
|  |                  | Christophe Bosio   | Christophe Bosio   | 2           | 1           |  |  |               |                    |                    |                |               |   |   |              |                    |              |              |              |  |

### Sezione 2
|  | Primo turno         | Primo turno         | Primo turno         | Primo turno | Primo turno |  |  | Secondo turno   | Secondo turno   | Secondo turno   | Secondo turno  | Secondo turno |   |   | Ultimo turno | Ultimo turno | Ultimo turno | Ultimo turno | Ultimo turno |  |
|  |                     |                     |                     |             |             |  |  |                 |                 |                 |                |               |   |   |              |              |              |              |              |  |
|  | 2                   | Eduardo Medica      | Eduardo Medica      | 6           | 6           |  |  |                 |                 |                 |                |               |   |   |              |              |              |              |              |  |
|  |                     | Giorgio Prouse      | Giorgio Prouse      | 0           | 2           |  |  | 2               | Eduardo Medica  | Eduardo Medica  | 2              | 3             |   |   |              |              |              |              |              |  |
|  | Lovro Zovko         | Lovro Zovko         | Lovro Zovko         | 6           | 7           |  |  |                 | Lovro Zovko     | Lovro Zovko     | 6              | 6             |   |   |              |              |              |              |              |  |
|  | Frederik Fetterlein | Frederik Fetterlein | Frederik Fetterlein | 2           | 5           |  |  |                 |                 |                 |                |               |   |   | Lovro Zovko  | Lovro Zovko  | 4            | 6            | 6            |  |
|  | Omar Camporese      | Omar Camporese      | Omar Camporese      | 6           | 6           |  |  |                 |                 | Omar Camporese  | Omar Camporese | 6             | 3 | 2 |              |              |              |              |              |  |
|  | Marco Monnecchi     | Marco Monnecchi     | Marco Monnecchi     | 2           | 4           |  |  | Omar Camporese  | Omar Camporese  | Omar Camporese  | 6              | 6             |   |   |              |              |              |              |              |  |
|  |                     | Denis Golovanov     | Denis Golovanov     | 6           | 6           |  |  | Denis Golovanov | Denis Golovanov | Denis Golovanov | 4              | 4             |   |   |              |              |              |              |              |  |
|  | 7                   | Massimo Valeri      | Massimo Valeri      | 3           | 1           |  |  |                 |                 |                 |                |               |   |   |              |              |              |              |              |  |

### Sezione 3
|  | Primo turno         | Primo turno         | Primo turno         | Primo turno | Primo turno |  |  | Secondo turno | Secondo turno       | Secondo turno       | Secondo turno | Secondo turno |   |   | Ultimo turno | Ultimo turno   | Ultimo turno   | Ultimo turno | Ultimo turno |  |
|  |                     |                     |                     |             |             |  |  |               |                     |                     |               |               |   |   |              |                |                |              |              |  |
|  | 3                   | Álex Calatrava      | Álex Calatrava      | 6           | 6           |  |  |               |                     |                     |               |               |   |   |              |                |                |              |              |  |
|  |                     | Antonello Magris    | Antonello Magris    | 3           | 3           |  |  | 3             | Álex Calatrava      | Álex Calatrava      | 6             | 6             |   |   |              |                |                |              |              |  |
|  | Guillaume Couillard | Guillaume Couillard | Guillaume Couillard | 6           | 6           |  |  |               | Guillaume Couillard | Guillaume Couillard | 3             | 2             |   |   |              |                |                |              |              |  |
|  | James Greenhalgh    | James Greenhalgh    | James Greenhalgh    | 3           | 2           |  |  |               |                     |                     |               |               |   |   | 3            | Álex Calatrava | Álex Calatrava | 6            | 7            |  |
|  | Mattia Mancini      | Mattia Mancini      | Mattia Mancini      | 6           | 6           |  |  |               |                     | 5                   | Davide Scala  | Davide Scala  | 1 | 5 |              |                |                |              |              |  |
|  | Francesco Mion      | Francesco Mion      | Francesco Mion      | 2           | 1           |  |  |               | Mattia Mancini      | Mattia Mancini      | 1             | 2             |   |   |              |                |                |              |              |  |
|  | 5                   | Davide Scala        | Davide Scala        | 6           | 6           |  |  | 5             | Davide Scala        | Davide Scala        | 6             | 6             |   |   |              |                |                |              |              |  |
|  |                     | Ryota Taguchi       | Ryota Taguchi       | 2           | 1           |  |  |               |                     |                     |               |               |   |   |              |                |                |              |              |  |

### Sezione 4
|  | Primo turno        | Primo turno        | Primo turno        | Primo turno | Primo turno |  |  | Secondo turno | Secondo turno   | Secondo turno   | Secondo turno   | Secondo turno   |   |   | Ultimo turno | Ultimo turno | Ultimo turno | Ultimo turno | Ultimo turno |  |
|  |                    |                    |                    |             |             |  |  |               |                 |                 |                 |                 |   |   |              |              |              |              |              |  |
|  | 4                  | Igor Gaudi         | Igor Gaudi         | 6           | 7           |  |  |               |                 |                 |                 |                 |   |   |              |              |              |              |              |  |
|  |                    | Martín García      | Martín García      | 3           | 6           |  |  | 4             | Igor Gaudi      | Igor Gaudi      | 6               | 6               |   |   |              |              |              |              |              |  |
|  | David Roditi       | David Roditi       | David Roditi       | 6           | 6           |  |  |               | David Roditi    | David Roditi    | 4               | 1               |   |   |              |              |              |              |              |  |
|  | William Forcellini | William Forcellini | William Forcellini | 3           | 2           |  |  |               |                 |                 |                 |                 |   |   | 4            | Igor Gaudi   | Igor Gaudi   | 6            | 6            |  |
|  | Leonardo Azzaro    | Leonardo Azzaro    | Leonardo Azzaro    | 6           | 6           |  |  |               |                 |                 | Leonardo Azzaro | Leonardo Azzaro | 2 | 3 |              |              |              |              |              |  |
|  | Pietro Angelini    | Pietro Angelini    | Pietro Angelini    | 3           | 2           |  |  |               | Leonardo Azzaro | Leonardo Azzaro | 7               | 7               |   |   |              |              |              |              |              |  |
|  | 6                  | Kobi Ziv           | Kobi Ziv           | 6           | 6           |  |  | 6             | Kobi Ziv        | Kobi Ziv        | 6               | 6               |   |   |              |              |              |              |              |  |
|  |                    | Roberto Tarpani    | Roberto Tarpani    | 2           | 3           |  |  |               |                 |                 |                 |                 |   |   |              |              |              |              |              |  |